# Imany
Imany, pseudonimo di Nadia Mladjao (Martigues, 5 aprile 1979), è una cantante e modella francese.

## Biografia
Il suo nome d'arte, Imany, significa «fede» o «speranza» in Swahili (in arabo امان‎?, amān). Nata vicino a Marsiglia da una famiglia originaria delle Comore, ha praticato da giovane il salto in alto ed è poi diventata modella per la Ford Models Europe. Ha vissuto negli Stati Uniti per sei anni, prima di tornare in Francia dove ha iniziato la sua carriera di cantante.
Il suo primo album, uscito nel maggio 2011, contiene dodici brani scritti in lingua inglese. In Italia da questo album viene apprezzata per il singolo You Will Never Know.
Nel 2014 partecipa alla colonna sonora del film 11 donne a Parigi (Sous les jupes des filles), diretto da Audrey Dana.
Nel 2016 il remix del brano Don't Be So Shy realizzato da Filatov & Karas diventa una hit mondiale e consacra l'artista al successo.

## Discografia

### Album in studio
- 2011 – The Shape of a Broken Heart
- 2016 – The Wrong Kind of War
- 2021 – Voodoo Cello

### Album dal vivo
- 2019 – Live at the Casino de Paris

### Colonne sonore
- 2011 – Sous les jupes des filles

### Raccolte
- 2019 – Imany